# Nieul-lès-Saintes
Nieul-lès-Saintes /njœleˈsɛ̃t/ è un comune francese di 1 045 abitanti situato nel dipartimento della Charente Marittima nella regione della Nuova Aquitania.

## Società

### Evoluzione demografica
Abitanti censiti